# Enric Pinyol i Leal
Enric Pinyol (Lleida, 26 d'abril de 1972) és un escriptor català. Llicenciat en filologia catalana i comunicació audiovisual, ha publicat diversos llibres de relats i alguns poemes. El 1995 va guanyar el premi de la narrativa de la Universitat de Lleida, amb l'obra Efectes secundaris. Però no serà fins al 2008, amb el premi de narrativa breu El temps de les cireres, que convoca l'Ajuntament de Seròs, que publicarà un volum en solitari, el recull de contes Recursos humans (Proa, 2008). Altres obres de l'autor són La ciutat Interna (UdL, 1994), Herba de prat (Poemes d'Àneu) (VVAA, Biblioteca de la Suda, 1995) i Paisatges de l'Horta (VVAA, Ajuntament de Lleida, 1996).